# Pteropeltarion novaezelandiae
Pteropeltarion novaezelandiae is een krabbensoort uit de familie van de Trichopeltariidae. De wetenschappelijke naam van de soort is voor het eerst geldig gepubliceerd in 1972 door Dell.